# Состав рейхстага Священной Римской империи в 1521 году

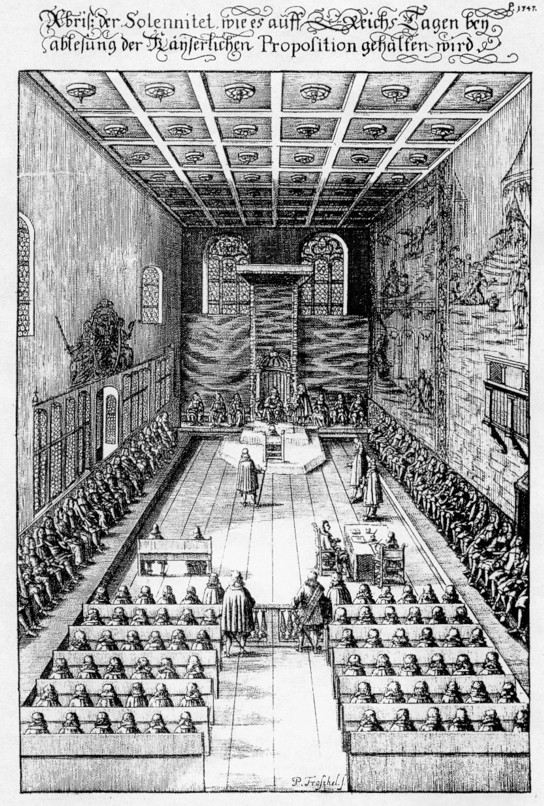
Заседание рейхстага Германо-римской империи, 1675 год.

Состав рейхстага Священной Римской империи в 1521 году — перечень владетельной и властительной знати Германо-римской империи представленной в рейхстаге (нем. Reichstag, «имперское собрание», «имперский сейм») в 1521 году. 
Предшественником рейхстага на этой территории Западной Европы, в качестве института, представляющего интересы светской и духовной знати империи или высшей аристократии (герцоги, маркграфы, пфальцграфы, ландграфы, бургграфы и графы, равно как и архиепископы, епископы и аббаты имперских аббатств), являлся гофтаг — надворный совет при императоре, возникший в XII веке, а до этого германское народное собрание, состоящее из свободных мужчин называлось Таг. В рамках проведения «имперской реформы» в 1495 году было достигнуто соглашение между императором Максимилианом I и высшими сословиями империи об учреждении рейхстага как высшего представительного органа имперских сословий с законодательными и судебными функциями. Рейхстаг являлся высшим сословно-представительным и законодательным органом власти империи, формируемым представителями всех входивших в неё государственных образований. Персональный состав рейхстага отражал текущий субъектный состав империи и сложившийся баланс власти между имперскими сословиями и конфессиональными группами и фиксировался в имперских матрикулах. Право на участие в рейхстаге Германо-римской империи имели имперские сословия, то есть правители светских и духовных княжеств, графств, аббаты и приоры имперских монастырей, свободные имперские города, магистры Тевтонского и Мальтийского орденов.
Имперские чины, заседавшие в Германо-римском рейхстаге, делились на пять скамей, имевших разные права:
- духовных князей (епископов и аббатов), которые лишь путём избрания получали свое достоинство[2];
- светских князей, права которых приобретались рождением;
- прелатов;
- графов и баронов;
- городов.

Не следует путаться в территориях владений, так как их названия могли принадлежать и к княжествам, епископствам, аббатствам, графствам и так далее и имперским вольным городам.   

## Состав рейхстага Священной Римской империи в 1521 году
Особое значение имел Вормсский матрикул 1521 год, который закрепил перечень территориальных образований империи, признанных имперскими сословиями. Это признание предоставляло правителям соответствующих территорий, помимо права голоса в рейхстаге и соответствующей доли влияния в системе управления империей, широкий объём прав и привилегий, вплоть до права осуществления территориального суверенитета в отношении своих владений. В дальнейшим этот комплекс прав стал основой для развития процесса становления государственности и формирования системы организации государственной власти современного типа в каждом из территориальных образований, входивших в империю. Состав рейхстага в 1521 году, зафиксированный имперским матрикулом, представлял собой отражение ранней стадии этого процесса, когда критерии признания территории имперским сословиям ещё не сложились окончательно. Наряду с владениями, являющимися непосредственными имперскими ленами, членами рейхстага в 1521 году являлись правители ряда территорий, находящихся под сюзеренитетом других князей (епископства Гурк и Лавант, графство Шаумберг, город Бракель и др.). Позднее такие территории лишились права голоса в рейхстаге. Кроме того в 1521 году правами имперских сословий ещё обладали многие монастыри, свободные города и небольшие сеньории, которые в течение XVI века были секуляризированы или медиатизированы соседними государственными образованиями. Ряд территорий (швейцарские, лотарингские и эльзасские земли) в дальнейшем были утрачены империей и перешли под власть иностранных государств. Тем не менее, базовый перечень имперских сословий, зафиксированный имперским матрикулом 1521 году, сохранился на всём протяжении последующей истории Священной Римской империи. Если в начале XVI века статусом имперской территории обладало свыше 500 владений, то к концу XVIII века их численность сократилась до менее 300, причём значительная часть таких владений уже входила в состав более крупных имперских княжеств.
О результатах процесса оформления субъектного состава Священной Римской империи и общих принципах приобретения, перехода и утраты права голоса в рейхстаге см.: Состав рейхстага Священной Римской империи в 1792 г..

### Князья-выборщики
1. архиепископ Майнца
2. архиепископ Кёльна
3. архиепископ Трира
4. король Чехии
5. курфюрст Пфальца
6. курфюрст Саксонии
7. курфюрст Бранденбурга

### Имперские князья

#### Архиепископы и епископы
1. архиепископ Магдебурга
2. архиепископ Зальцбурга
3. архиепископ Безансона
4. архиепископ Бремена
5. епископ Бамберга
6. епископ Вюрцбурга
7. епископ Вормса
8. епископ Шпейера
9. епископ Страсбурга
10. епископ Айхштета
11. епископ Аугсбурга
12. епископ Констанца
13. епископ Хильдесхайма
14. епископ Падерборна
15. епископ Кура
16. епископ Хальберштадта
17. епископ Фердена
18. епископ Мюнстера
19. епископ Оснабрюка
20. епископ Пассау
21. епископ Фрайзинга
22. епископ Кимзее
23. епископ Гурка
24. епископ Зеккау
25. епископ Лаванта
26. епископ Базеля
27. епископ Сьона
28. епископ Регенсбурга
29. епископ Мейсена
30. епископ Наумбурга
31. епископ Миндена
32. епископ Любека
33. епископ Утрехта
34. епископ Каммина
35. епископ Шверина
36. епископ Женевы
37. епископ Камбре
38. епископ Вердена
39. епископ Лозанны
40. епископ Меца
41. епископ Туля
42. епископ Льежа
43. епископ Трента
44. епископ Бриксена
45. епископ Мерзебурга
46. епископ Лебуса
47. епископ Бранденбурга
48. епископ Ратцебурга
49. епископ Шлезвига
50. епископ Хафельберга

#### Светские имперские князья
1. король Дании (за Гольштейн-Глюкшатдт)
2. герцог Баварии (голос принадлежит герцогу Баварии-Мюнхен и герцогу Баварии-Ландсгут)
3. эрцгерцог Австрии
4. герцог Бургундии (голос принадлежит королю Испании)
5. герцог Саксонии (голос принадлежит Альбертинской линии Веттинов)
6. герцог Пфальц-Нойбург
7. герцог Пфальц-Фельденц
8. герцог Пфальц-Шпонхайм
9. герцог Юлиха и Берга (голос принадлежит герцогу Клеве)
10. герцог Клеве и Марка
11. бургграф Нюрнберга (голос принадлежит маркграфу Бранденбург-Кульмбах)
12. герцог Брауншвейга (голос принадлежит герцогам Брауншвейг-Каленберг и Брауншвейг-Вольфенбюттель)
13. герцог Люнебурга (голос принадлежит герцогу Брауншвейг-Люнебург)
14. герцог Грубенхагена (голос принадлежит герцогу Брауншвейг-Грубенхаген)
15. герцог Померании
16. герцог Мекленбурга
17. герцог Саксен-Лауэнбург
18. герцог Гольштейн-Готторп
19. герцог Лотарингии
20. ландграф Гессена
21. герцог Вюртемберга
22. маркграф Баден-Баден
23. маркграф Баден-Дурлах
24. маркграф Баден-Шпонхайм
25. герцог Гельдерна
26. ландграф Лёйхтенберг
27. князь Ангальта
28. граф Хеннеберг-Рёмхильд
29. князь Хеннеберг-Шлойзинген
30. герцог Бар (голос принадлежит герцогу Лотарингии)
31. герцог Савойи
32. князь Оранский

#### Аббаты и приоры
1. аббат Фульды
2. аббат Херсфельда
3. аббат Кемптена
4. аббат монастыря Райхенау
5. приор Вайсенбурга
6. аббат монастыря Санкт-Галлен
7. аббат Заальфельда
8. приор Эльвангена
9. великий магистр Тевтонского ордена
10. великий магистр Мальтийского ордена
11. аббат Вайнгартена
12. аббат монастыря Салем
13. аббат монастыря Кройцлинген
14. аббат Мурбаха
15. аббат Валькенрида
16. аббат Шуттерна
17. аббат Вайссенау
18. аббат Санкт-Блазена
19. аббат Маульбронна
20. аббат Корвея
21. аббат Шуссенрида
22. аббат Беккенрида
23. аббат Риддагсхаузена
24. аббат Штайна
25. аббат Шаффхаузена
26. аббат Вальдзассена
27. аббат Айнзидельна
28. аббат Роггенбурга
29. аббат Оксенхаузена
30. аббат Зельца
31. аббат монастыря Св. Эгидиена в Нюрнберге
32. аббат монастыря Св. Максима в Нюрнберге
33. аббат Хинольцхузена
34. аббат Реклингхаузена
35. аббат Генгенбаха
36. аббат Кёнигсброна
37. аббат Рота
38. аббат Мархталя
39. аббат Санкт-Петер-им-Шварцвальд
40. аббат Оденхайма и Буксхайма
41. аббат Ставелота и Мальмеди
42. аббат Дисентиса
43. аббат Рокенхаузена
44. аббат Китцингена
45. аббат Эльхингена
46. аббатиса Ирзее
47. аббат Бланкенбурга
48. аббат монастыря Св. Йоргена в Исни
49. аббат Пфеферса
50. аббат Санкт-Иоганна
51. аббат монастыря Петерсхаузен
52. аббат Бруннена
53. проб Комбурга
54. аббат Кайсхайма
55. аббат монастыря Св. Эммерама в Регенсбурге
56. приор Берхтесгадена
57. аббат Мюнстер-им-Санкт-Грегориенталь
58. аббат Мёнхрёдена
59. аббат Корнелимюнстера
60. аббат Вердена
61. аббат Херрнальба
62. аббат Урсберга
63. аббат Прюма
64. аббат Эхтернаха
65. аббатиса Кведлинбурга
66. аббатиса Эссена
67. аббатиса Херфорда
68. аббатиса монастыря Нидермюнстер в Регенсбурге
69. аббатиса монастыря Обермюнстер в Регенсбурге
70. аббатиса Торна
71. аббатиса Кауфунгена
72. аббатиса Линдау
73. аббатиса Гернроде
74. аббатиса Бухау
75. аббатиса Роттенмюнстера
76. аббатиса Хеггбаха
77. аббатиса Гутенцеля
78. аббатиса Байндта
79. командор Кобленцского округа Тевтонского ордена
80. командор Эльзасско-Бургундского округа Тевтонского ордена
81. командор Австрийского округа Тевтонского ордена
82. командор Южно-Тирольского округа Тевтонского ордена

#### Имперские графы и бароны
1. граф Хельфенштайн
2. граф Фуггер-Кирхберг
3. граф Диссен (голос принадлежит герцогу Баварии)
4. граф Верденберг
5. граф Лупфен
6. граф Монтфорт
7. граф Фюрстенберг
8. барон Циммерн
9. граф Юстинген
10. граф Гундельфинген
11. граф Эберштайн
12. барон Гогенгерольдзек
13. граф Эттинген
14. барон Хайдек (голос принадлежит курфюрсту Пфальца)
15. барон Раппольштайн
16. барон Эренфельс
17. барон Штауфен
18. барон Тирштайн
19. барон Хоэнфельс
20. граф Зульц
21. граф Гогенцоллерн
22. барон Брандис
23. граф Зонненберг (голос принадлежит эрцгерцогу Австрии)
24. граф Вальдбург
25. граф Кастель
26. граф Вертхайм
27. граф Гогенлоэ-Шиллингсфюрст
28. граф Ринек
29. граф Гогенлоэ-Нойенштайн
30. барон Вайнсберг (голос принадлежит герцогу Вюртемберга)
31. шенк Лимпург-Гайльдорф
32. шенк Лимпург-Оберзонтхайм
33. барон Эрбах
34. барон Шварценберг
35. граф Лейнинген-Хартенбург
36. граф Лейнинген-Дахсбург
37. граф Ханау-Мюнценберг
38. граф Ханау-Лихтенберг
39. граф Нассау-Бреда (голос принадлежит графам Нассау-Бреда и Нассау-Дилленбург)
40. граф Нассау-Висбаден
41. граф Нассау-Саарбрюкен
42. граф Нассау-Вейльбург
43. граф Нассау-Байльштайн
44. граф Изенбург (голос принадлежит графам Изенбург-Бирштайн и Изенбург-Роннебург)
45. граф Нидер-Изенбург
46. граф Фирнебург
47. барон Райнек
48. граф Зольмс-Браунфельс
49. граф Зольмс-Лих
50. барон Винненбург
51. граф Мёрс
52. граф Аарбург
53. рейнграф Штайн (голос принадлежит графу Зальм-Кирбург и Зальм-Даун)
54. граф Фалькенштайн
55. барон Оберштайн
56. граф Нойенар (голос принадлежит графу Мандершайд)
57. граф Хорн
58. граф Сайн
59. граф Бич-Лихтенберг
60. граф Бич-Охзенштайн
61. граф Тенген
62. граф Руппин
63. граф Хардегг
64. граф Хонштайн-Хонштайн
65. граф Хонштайн-Кельбра
66. барон Волькенштайн
67. граф Шаумберг
68. граф Зарганс
69. граф Мансфельд
70. граф Штольберг
71. граф Байхлинген
72. граф Барби-Мюлинген
73. граф Глайхен
74. граф Шварцбург-Рудольштадт
75. граф Шварцбург-Зондерсхаузен
76. граф Шварцбург-Франкенхаузен
77. барон Ройсс-Гера
78. барон Плесс
79. граф Ройсс-Грайц
80. граф Вид-Рункель
81. граф Лёвенштайн
82. граф Регенштайн
83. граф Западной Фрисландии
84. граф Восточной Фрисландии
85. барон Липпе
86. граф Ольденбург
87. граф Хойя
88. граф Лейнинген-Вестербург
89. граф Вальдек
90. барон Лозенштайн
91. граф Дипхольц
92. барон Штайнфурт
93. граф Бентгейм
94. барон Бронкхорст
95. граф Виттгенштайн
96. граф Шпигельберг
97. барон Райхенштайн
98. граф Текленбург
99. граф Шаумбург
100. граф Вунсторф
101. граф Ортенбург
102. граф Ритберг
103. граф Хаг
104. граф Лайзниг
105. граф Берген
106. граф Зальм
107. барон Фалькенштайн-Герштеттен
108. барон Шёнбург
109. барон Дегенберг
110. граф Мандершайд-Шлайден
111. граф Мандершайд-Кайль
112. граф Бланкенхайм и Герольштайн
113. барон Зальм-Райффершайд
114. граф Эгмонт
115. маркграф Берген
116. барон Хевен
117. барон Вильденфельс
118. шенк Таутенберг
119. граф Тюбинген
120. барон Бланкенберг
121. граф Крихинген
122. граф Рогендорф
123. граф Кёнигсегг-Аулендорф
124. барон Кёнигсеггерберг
125. граф Мёрсберг
126. барон Рёнис
127. граф Пирмонт
128. бургграф Фридберга
129. бургграф Гельнхаузена
130. граф Гёрц (голос принадлежит эрцгерцогу Австрии)
131. граф Дитрихштейн
132. граф Унгнаде

### Свободные имперские города
1. Регенсбург
2. Нюрнберг
3. Ротенбург
4. Вайссенбург
5. Донаувёрт
6. Виндсхайм
7. Швайнфурт
8. Вимпфен
9. Хайльбронн
10. Швебиш-Халль
11. Нёрдлинген
12. Динкельсбюль
13. Ульм
14. Аугсбург
15. Гинген
16. Бопфинген
17. Аален
18. Швебиш-Гмюнд
19. Эслинген
20. Ройтлинген
21. Вайль
22. Пфуллендорф
23. Кауфбойрен
24. Иберлинген
25. Ванген
26. Исни
27. Лойткирх
28. Мемминген
29. Кемптен
30. Буххорн
31. Равенсбург
32. Биберах
33. Линдау
34. Констанц
35. Базель
36. Страсбург
37. Кайзерсберг
38. Кольмар
39. Селеста
40. Мюлуз
41. Ротвайль
42. Хагенау
43. Виссембург
44. Оберне
45. Розхайм
46. Шпайер
47. Вормс
48. Франкфурт
49. Фридберг
50. Гельнхаузен
51. Вецлар
52. Кёльн
53. Ахен
54. Мец
55. Туль
56. Верден
57. Оффенбург
58. Ландау
59. Генгенбах
60. Целль
61. Шаффхаузен
62. Саарбург
63. Безансон
64. Любек
65. Гамбург
66. Дортмунд
67. Везель
68. Мюльхаузен
69. Нордхаузен
70. Гослар
71. Зост
72. Бракель
73. Варбург
74. Лемго
75. Тюркхайм
76. Ферден
77. Мюнстер-им-Санкт-Грегориенталь
78. Дюрен
79. Херфорд
80. Камбре
81. Дуйсбург
82. Данциг
83. Эльбинг
84. Санкт-Галлен
85. Гёттинген